# Ummidia funerea
Espèce
Synonymes
- Pachylomerides funereus Gertsch, 1936
- Pachylomerides celsus Gertsch & Mulaik, 1940
- Ummidia celsa (Gertsch & Mulaik, 1940)

Ummidia funerea est une espèce d'araignées mygalomorphes de la famille des Halonoproctidae.

## Distribution
Cette espèce est endémique du Texas aux États-Unis,. Elle se rencontre dans les comtés de Brooks, de Cameron, de Hidalgo, de Starr et de Webb.

## Description
Le mâle holotype mesure 14,00 mm.

## Systématique et taxinomie
Cette espèce a été décrite sous le protonyme Pachylomerides funereus par Gertsch en 1936. Elle est placée dans le genre Ummidia par Roewer en 1955.

## Publication originale
- Gertsch, 1936 : « Further diagnoses of new American spiders. » American Museum novitates, no 852, p. 1-27 (texte intégral).